# Тоня
То́ня (в северных диалектах тоня́; от славянского *tорnь или *tорni̯а, связанного с глаголом топи́ть) — место на реке или водоёме, на котором производится лов рыбы неводом или другими рыболовными снастями. Также место на водоёме, в котором ловят рыбу.  Рыболовное предприятие (рыбопромысловый участок, рыболовный участок, рыбоучасток, рыбучасток) в таком месте.

## Описание ловли неводом
Невод забрасывают в воду, протягивают известное пространство и затем вытаскивают на берег. Место, где невод выбирают из воды, называется притонком. Размеры тони бывают весьма различны, иногда до 2 км. Так как тяга невода обычно из года в год производится на одном и том же месте, то оно почти всегда приспособляется особым образом: выбираются камни, карчи, выравнивается, где можно, дно; особенно заботятся о выборе места с пологим песчаным берегом и постепенно уменьшающейся к берегу глубиной.

## История
В бассейне верхней части Волги и её притоков выше города Саратова в 1912 году было узаконено расстояние между тонями не ближе 2 верст одна от другой (в т. ч. по прямой линии от края одного невода, до другого); пространство тони на берегу водовместилища, т. е. расстояние между заметом и притонком, не должно превышать двойной длины невода; на каждой тоне разрешался лов рыбы только одним неводом длиной не свыше ширины реки в межень в самом узком месте тони, причём в водах придаточных и озёрных длина невода не должна превышать 150 сажень; попавшая при лове маломерная рыба должна быть немедленно выпущена в воду; открытие новой тони зависело от разрешения управления рыбными промыслами.
Протяжение тони обычно обозначалось особыми знаками, причём на притонке нередко устраивался ворот для облегчения тяги невода. Местами (река Маас в Голландии) устраивались станции для паровой тяги. На Дону на притонке стояли наготове и впрягались в невод, как в плуг, до 5 пар быков.
Поморам Терского берега, за отсутствием хлебопашества, морские, речные и озёрные промысловые тони заменяли земельные наделы, играя при этом большую роль в местной экономике. Волостная земельная община распределяла право пользования тонями на основе жеребьёвки.

## Этнография
На Терском берегу Белого моря, на месте исторически существовавшей тони, организован историко-этнографический музей «Тоня Тетрина», реконструирующий быт поморской тони 1920-х годов. Восстановлены жилая изба, поварня, амбар, баня, ледник, вешала для сетей. В музее проводятся ознакомительные экскурсии.

## Топонимика
- Большая Тоня (Якутия)
- Гнилая Тоня (низовья р. Дон)
- Новая Тоня (Ненецкий автономный округ)
- Окунья Тоня (район города Петрозаводска, Республика Карелия)
- Тоня (Мурманская область)